# Deltocephalus melichari
Deltocephalus melichari är en insektsart som beskrevs av William Lucas Distant 1913. Deltocephalus melichari ingår i släktet Deltocephalus och familjen dvärgstritar. Inga underarter finns listade i Catalogue of Life.